# Stretch (film, 2014)
Pour les articles homonymes, voir Stretch.
Pour plus de détails, voir Fiche technique et Distribution.
Stretch est un film américain réalisé par Joe Carnahan et sorti en 2014.

## Synopsis
Kevin Brzyzowski, alias
Stretch, est un perdant. Il a raté sa vie et s'est fait larguer par sa petite amie. Alors qu'il voulait devenir acteur, il travaille aujourd'hui comme chauffeur de limousine. Il a par ailleurs contracté une forte dette de jeu. Après avoir laissé traîner le remboursement, il est informé qu'il ne lui reste plus qu'une nuit pour trouver les 6 000 $. Cette nuit-là, il doit transporter un étrange milliardaire, Roger Karos. Plus la nuit avance, plus son client et lui font de dangereuses rencontres.

## Fiche technique
- Titre français et original : Stretch
- Réalisation : Joe Carnahan
- Scénario : Joe Carnahan, d'après une histoire de Joe Carnahan, Jerry Corley et Rob Rose
- Musique : Ludwig Göransson
- Photographie : Yasu Tanida
- Montage : Kevin Hale
- Décors : Scott P. Murphy
- Costumes : Lisa Norcia
- Direction artistique : Mark Robert Taylor
- Production : Jason Blum, Joe Carnahan, Tracy Falco

Producteurs délégués : Leon Corcos, Jerry Corley, Rob Rose
Coproducteur : Nila Najand
Producteur associé : Phillip Dawe
- Sociétés de production : Blumhouse Productions et IM Global, en association avec Cofinova 6
- Distribution : Universal Pictures (États-Unis), Metropolitan Filmexport (France)
- Genre : action, comédie
- Durée : 94 minutes
- Pays de production :  États-Unis
- Langue originale : anglais
- Budget : 5 millions de dollars[1]
- Format : couleur - 2.35:1
- Dates de sortie[2] :
  - États-Unis : 14 octobre 2014 (vidéo à la demande)

## Distribution
- Patrick Wilson[3] (VF : Alexis Victor) : Kevin "Stretch" Brzyzowski
- Ed Helms[3] (VF : David Krüger) : Karl
- James Badge Dale[4] (VF : Loïc Houdré) : Laurent
- Brooklyn Decker[3] (VF : Marie Tirmont) : Candace
- Jessica Alba[5] (VF : Barbara Delsol) : Charlie
- Ray Liotta[6] (VF : Emmanuel Jacomy) : lui-même
- Shaun White : lui-même
- David Hasselhoff (VF : Michel Voletti) : lui-même
- Ben Bray (VF : Didier Cherbuy) : Ignacio
- Christopher Michael Holley (VF : Namakan Koné) : Caesar
- Randy Couture : The Jovi
- Jason Mantzoukas : Manny
- Ryan O'Nan (VF : Jean-François Cros) : agent Huback
- Katie Kerr (VF : Juliette Poissonnier) : Marcy
- Keith Jardine : le portier
- Shaun Toub (VF : Emmanuel Karsen) : Nasseem
- Matthew Willig (en) (VF : Gilduin Tissier) : Boris
- Norman Reedus (VF : Emmanuel Karsen) : lui-même (caméo)
- Chris Pine[3] (VF : Emmanuel Garijo) : Roger Karos (non crédité)

 Source et légende : version française (VF) sur RS Doublage

## Production
Joe Carnahan avouera avoir été influencé par After Hours (1985) de Martin Scorsese pour écrire le film.
Le film est produit par Jason Blum et sa société Blumhouse Productions pour un budget de 5 millions de dollars.

## Sortie
Le film devait initialement sortir dans les salles américaines le 21 mars 2014 et le 4 juin 2014 en France. En janvier 2014, le distributeur Universal Pictures décide d'annuler la sortie en salles. Aux États-Unis, le film est sorti en vidéo à la demande le 14 octobre 2014.

## Clin d’œil
L'acteur Ray Liotta fait un caméo dans son propre rôle et tourne le film Narc 2: Revengence, suite fictive du film Narc de Joe Carnahan sorti en 2002.